# Charles-Simon Catel
Charles-Simon Catel   (L'Aigle, 10 de juny de 1773 - antic 2n districte de París, 29 de novembre de 1830) fou un compositor francès.
Molt jove encara, marxà a París, on, degut a la protecció de Sacchini, entrà com a professor en la Reial Escola de cant i declamació, fundada per Papillon el 1783. En aquell temps escriví nombrosos pasdobles per a banda militar que adoptaren els regiments francesos, i en fundar-se el Conservatori (1795) ocupà la càtedra d'harmonia on entre altres alumnes tingué al belga Martin-Joseph Mengal, encarregant-li la direcció d'aquell centre que estudiés un nou sistema d'ensenyant-se per la música, sent fruit d'aquells estudis el seu famós Tractat d'Harmonia (París, 1802), que introduí una vertadera revolució en la matèria i que per espai de trenta anys es considerà com una autoritat, a despit dels seguidors de Rameau.
Nomenat inspector del Conservatori dimití del seu càrrec el 1814 i es dedicà a l'ensenyament particular fins a la seva mort, tenint entre els seus alumnes d'harmonia a Charles Luce-Varlet i Friedrich Wilhelm Kalkbrenner. Des de 1815 figurà entre els membres de l'Institut. Més que com a compositor descolla com a teòric en la història de la música en els primers anys del segle xix, sent després de Rameau el primer musicògraf que donà regles sistemàtiques envers l'harmonia. Entre les seves obres citarem les òperes:
- Sémiramis (1807), la qual la nit de l'estrena fou un gran fracàs, gràcies al complot organitzat pels adversaris del Conservatori, però aquesta obra, igual que la de les Bayadéres (1810), encara s'interpreten de tant en tant en algun concert;
- L'auberge de Bagnères (1807);
- Les artistes par occasion (1807);
- Alexandre chez Apelles (1808) ballet;
- Les aubergistes de qualité (1812);
- Le siège de Méziéres, amb col·laboració amb Cherubini, Boieldieu i Niccolo (1814);
- Le premier en date (1814);
- Wallace ou le ménestral écossais (1817);
- Zirphile et Fleur de myrte (1818);
- L'officier enlevé (1819).

Entre les seves obres simfòniques en Do i en Fa:
- la Symphonie militaire, marche et hymne à la victoire sur la bataille de Fleurus (1794), amb lletra de Lebrun;
- Hymne à l'egalité, amb lletra d'Andrea Chénier;
- la instrumentació del Chant du départ i un De profundis (1792), estrenat en els funerals del major general Gouvion. En les seves composicions es nota la influència de Mozart, Méhul i Gluck.